# Cacophis harriettae
Cacophis harriettae là một loài rắn trong họ Rắn hổ. Loài này được Krefft mô tả khoa học đầu tiên năm 1869.